# Louder Than Love
《Louder Than Love》는 미국의 록 밴드 사운드가든의 두 번째 스튜디오 음반이자 메이저 레이블 데뷔 음반이다. 1989년 9월 5일, A&M 레코드를 통해 발매되었다. 1988년 그들의 데뷔 음반 《Ultramega OK》를 지원하기 위해 투어를 한 후, 사운드가든은 SST를 떠나 A&M과 계약을 맺고 메이저 레이블의 첫 음반 작업을 시작했다. 음반에 수록된 곡들은 헤비 메탈 성향의 그런지 사운드를 특징으로 하며, 특이하거나 비정통적인 시간 시그니처를 특징으로 하는 곡들도 있다.
일부 가사 (특히 〈Big Dumb Sex〉)의 특성상 음반 패키지에 Parental Advisory 스티커가 부착되었다. 《Louder Than Love》는 빌보드 200에 108위를 정점으로 차트에 오른 이 밴드의 첫 번째 음반이 될 것이다. 이 밴드는 북미와 유럽 투어를 통해 이 음반을 지지했다. 이 음반은 밴드의 오리지널 베이시스트인 히로 야마모토가 참여한 마지막 사운드가든 음반이었다. 이후 2002년 1월 25일에 재발행되었다.

## 녹음
이 음반의 녹음 세션은 1988년 12월부터 1989년 1월까지 워싱턴주 시애틀의 런던 브리지 스튜디오에서 열렸다. 밴드는 프로듀서 테리 데이트와 함께 일했다. 이 음반은 뉴욕주 미디어사운드와 뉴저지주 웨스트오렌지 하우스 오브 뮤직에서 스티브 톰슨과 마이클 바비에로에 의해 믹싱되었다.
세션에 대해, 프런트맨 크리스 코넬은 "당시 히로 야마모토가 밴드에서 자신을 파문했고 음악에 관한 한 자유롭게 흐르는 시스템이 없었기 때문에 많은 곡을 쓰게 되었다"고 말했다. 코넬은 "많은 불안, 분노, 좌절, 지옥... 하지만 그 중 어느 것도 테리와는 상관이 없었고, 그는 매우 지지적이었다"고 말했다. 그는 그 세션들이 전체적으로 "긍정적인 경험"이었다고 말했다. 베이시스트 히로 야마모토도 세션이 끝나자 밴드를 탈퇴하고 대학으로 돌아갔고, 자신이 별로 기여하지 못하고 있다는 사실에 좌절했다.
이 음반의 제작에 대해 코넬은 밴드가 1980년대의 제작 기법을 피하려고 노력했다고 말했다. 이 음반의 전체 사운드에 대해 코넬은 이 음반이 "아무것도 바꾸고 싶지 않지만, 너무 제작되고 너무 깨끗했다"고 말했다.

## 발매 및 평가
| 전문가 평가                      | 전문가 평가 |
| 평가 점수                        | 평가 점수   |
| 출처                             | 점수        |
| -------------------------------- | ----------- |
| AllMusic                         | [ 7 ]       |
| Christgau's Record Guide         | C+          |
| Collector's Guide to Heavy Metal | 8/10        |
| Rolling Stone                    | [ 10 ]      |

공식 발매 이전에 1989년 7월 12일, 그림 재킷이나 삽입물이 없는 미국 홍보 전용 그림 디스크가 발매되었다.
〈Hands All Over〉와 〈Big Dumb Sex〉("kill your mother (어머니를 죽여라)"라는 말)와 같은 노래 가사 때문에 밴드는 음반 발매와 동시에 다양한 소매 및 배급 문제에 직면했다. 《Louder Than Love》는 1990년 빌보드 200 차트에서 108위로 정점을 찍었다. 이 음반은 빌보드 200에 차트에 오른 첫 번째 음반이었다. 《Louder Than Love》는 1990년에 발매된 《Loudest Love》 EP와 《Louder Than Live》 홈 비디오를 발매했다.

## 곡 목록
모든 곡들은 특별한 언급이 없는 한 크리스 코넬에 의해 작사/작곡하였다.
| #   | 제목                    | 작사·작곡                 | 재생 시간 |
| --- | ----------------------- | ------------------------- | --------- |
| 1.  | 〈Ugly Truth〉          |                           | 5:26      |
| 2.  | 〈Hands All Over〉      | 코넬, 킴 타일             | 6:00      |
| 3.  | 〈Gun〉                 |                           | 4:42      |
| 4.  | 〈Power Trip〉          | 코넬, 히로 야마모토       | 4:11      |
| 5.  | 〈Get on the Snake〉    | 코넬, 타일                | 3:44      |
| 6.  | 〈Full on Kevin's Mom〉 |                           | 3:37      |
| 7.  | 〈Loud Love〉           |                           | 4:57      |
| 8.  | 〈I Awake〉             | 케이트 맥도널드, 야마모토 | 4:21      |
| 9.  | 〈No Wrong No Right〉   | 코넬, 야마모토            | 4:48      |
| 10. | 〈Uncovered〉           |                           | 4:32      |
| 11. | 〈Big Dumb Sex〉        |                           | 4:11      |
| 12. | 〈Full On (Reprise)〉   |                           | 2:42      |